# میروسلاوا اسکلنیچکووا
میروسلاوا اسکلنیچکووا (چکی: Miroslava Skleničková؛ زادهٔ ۱۱ مارس ۱۹۵۱) ژیمناست هنری اهل چکسلواکی بود.